# Pietro Arienti
Pietro Arienti (Seregno, 10 febbraio 1961) è un saggista e storico italiano, studioso di storia contemporanea brianzola.

## Biografia
Il suo principale campo di interesse è nell’ambito degli avvenimenti legati alla seconda guerra mondiale in territorio brianzolo, sia per quanto concerne i fenomeni di persecuzione e deportazione politica e razziale, sia per quanto riguarda le meno note vicende dei lavoratori coatti.
È autore di diversi saggi in cui l’accurata ricostruzione storiografica e archivistica della resistenza brianzola va a comprendere anche eventi di risonanza nazionale quali gli attacchi al campo volo di Arcore e le azioni del gruppo partigiano guidato da Giancarlo Puecher Passavalli.
Con il libro Monza: dall'armistizio alla Liberazione. 1943-1945  ha vinto la sezione saggistica del Premio letterario Brianza 2015.
Inoltre, è autore e coautore di alcuni volumi editi dal circolo culturale Seregn de la memoria.
Dal 2020 è parte del Comitato scientifico per le pietre d'inciampo di Monza e Brianza.

## Opere
- Quelli che son tornati... Dalle rive del Lambro alle sponde del Don: testimonianza della campagna di Russia, Bellavite, 2004. ISBN 978-88-7511-039-0
- L’orto di monsignore. Diario di Leonida Perego deportato nella Germania nazista 1944-1945, 2004[4]
- La Resistenza in Brianza 1943-1945, Bellavite, 2006, ISBN 978-88-7511-199-1
- Dalla Brianza ai lager del Terzo Reich. La deportazione verso la Germania nazista di partigiani, oppositori politici, operai, ebrei. Il caso dei lavoratori coatti, Bellavite, 2011, ISBN 978-88-7511-175-5
- Monza: dall'armistizio alla Liberazione (1943-1945). L'occupazione tedesca, la Repubblica sociale, la vita quotidiana, la Resistenza, Bellavite, 2015, ISBN 978-88-7511-256-1
- Mia cara sono nelle tue mani. La vicenda di Carlo Prina, oppositore politico monzese, deceduto nell'eccidio di Fossoli. 12 Luglio 1944, Bellavite, 2024, ISBN 978-88-7511-474-9